# Nécessité militaire
La nécessité militaire est un principe essentiel, avec ceux de distinction et de proportionnalité, du droit international humanitaire, qui régit le recours légal à la violence pendant un conflit armé.

## Attaques
La nécessité militaire est soumise à plusieurs conditions : une attaque ou une action militaire doit avoir pour dessein d'appuyer la défait militaire de l'adversaire ; cette attaque doit frapper un objectif militaire et les préjudices portés aux civils ou aux biens de caractère civil doivent être proportionnels et ne doivent pas être  « excessifs par rapport à l'avantage militaire concret et direct attendu ».
Luis Moreno Ocampo, alors procureur principal auprès de la Cour pénale internationale, a enquêté sur des plaintes relatives à des crimes de guerre pendant l'invasion de l'Irak en 2003 (en). Il a publié une lettre ouverte pour communiquer ses conclusions et, dans une section intitulée « Allégations concernant des crimes de guerre », il résume la portée de la nécessité militaire :

« En droit international humanitaire et selon le Statut de Rome, la mort de civils au cours d’un conflit armé, et ce quels qu’en soient la gravité et le caractère regrettable, ne constitue pas en elle-même un crime de guerre. Le droit international humanitaire et le Statut de Rome autorisent les belligérants à lancer des attaques proportionnées sur des objectifs militaires, même lorsqu’ils savent que des civils pourraient être tués ou blessés. Il y a crime lorsqu’une attaque est dirigée délibérément contre la population civile (principe de distinction) (article 8(2)(b)(i)) ou qu’une attaque est lancée sur un objectif militaire en sachant que les blessures qu’elle causera incidemment aux personnes civiles seraient manifestement excessives par rapport à l’avantage militaire attendu (principe de proportionnalité) (article 8(2)(b)(iv).
L’article 8(2)(b)(iv) incrimine :

Le fait de diriger intentionnellement une attaque en sachant qu’elle causera incidemment des pertes en vies humaines dans la population civile, des blessures aux personnes civiles, des dommages aux biens de caractère civil ou des dommages étendus, durables et graves à l’environnement naturel qui seraient manifestement excessifs par rapport à l’ensemble de l’avantage militaire concret et direct attendu ;

L’article 8(2)(b)(iv) se fonde sur les principes de l’article 51(5)(b) du Protocole additionnel aux Conventions de Genève de 1949 (Protocole I) mais restreint l’interdiction pénale à des cas qui sont « manifestement » excessifs.
 L’application de l’article 8(2)(b)(iv) exige, entre autres, d’évaluer :

(a) les blessures attendues aux personnes civiles et les dommages attendus aux biens de caractère civil;

(b) l’avantage militaire attendu ; et

(c) si (a) était « manifestement excessif » par rapport à (b). »

— Luis Moreno Ocampo.
Le jugement d'un tribunal sur un commandant d'une bataille sur le terrain concernant la nécessité militaire et la proportionnalité fait rarement l'objet d'une contestation à l'échelle nationale ou internationale, sauf si la nature des méthodes utilisées par ce commandant étaient illégales ; le Tribunal pénal international pour l'ex-Yougoslavie a déclaré Radislav Krstić coupable d'avoir prêté son concours au génocide dans le cadre du massacre de Srebrenica.

## Armes
Le principe de nécessité militaire s'applique aussi aux armes, notamment quand une arme nouvelle est développée et déployée. Cet emploi est examiné dans l'affaire Ryuichi Shimoda et al. c. L'État (en)  en 1963 :

« En effet, le droit international de la guerre ne se fonde pas simplement sur des sentiments humanitaires. Il se fonde à la fois sur des considérations de nécessité et d'efficacité militaires et sur des considérations humanitaires et il est conçu à partir d'un équilibre entre ces deux éléments. Pour illustrer ce fait, on peut donner un exemple souvent cité dans les manuels, celui des dispositions de la Déclaration de Saint-Pétersbourg de 1868 qui interdit l'emploi de projectiles de moins de 400 grammes s'ils sont soit explosifs, soit chargés de substances combustibles ou inflammables. Cette interdiction se justifie ainsi : ces projectiles de petite taille sont assez puissants pour tuer ou blesser un seul être humain ; or, comme une balle ordinaire remplira la même fonction, il n'existe pas de nécessité impérieuse d'utiliser ces armes inhumaines. D'autre part, l'utilisation d'une certaine arme, si inhumains fussent ses effets, ne doit pas être interdite par le droit international si elle produit un effet militaire important. »